# 770er
Portal Geschichte | Portal Biografien | Aktuelle Ereignisse | Jahreskalender | Tagesartikel

◄ |
7. Jh. |
8. Jahrhundert
| 9. Jh. | ►

◄ |
740er |
750er |
760er |
770er
| 780er | 790er | 800er | ►

770 |
771 |
772 |
773 |
774 |
775 |
776 |
777 |
778 |
779

## Ereignisse
- Karl der Große führt den Sächsischen Krieg gegen die Sachsen und zerstört deren Heiligtum Irminsul.